# Pentéli (kommunhuvudort)
Pentéli är en kommunhuvudort i Grekland.   Den ligger i prefekturen Nomarchía Athínas och regionen Attika, i den sydöstra delen av landet, 15 km nordost om huvudstaden Aten. Pentéli ligger 450 meter över havet och antalet invånare är 4 851.
Terrängen runt Pentéli är huvudsakligen kuperad, men västerut är den platt.Runt Pentéli är det ganska tätbefolkat, med 222 invånare per kvadratkilometer. Närmaste större samhälle är Aten, 15,3 km sydväst om Pentéli. Trakten runt Pentéli består till största delen av jordbruksmark.